# Luxemburgo en los Juegos Olímpicos de Sídney 2000
Luxemburgo estuvo representado en los Juegos Olímpicos de Sídney 2000 por siete deportistas, dos hombres y cinco mujeres, que compitieron en cuatro deportes.
La portadora de la bandera en la ceremonia de apertura fue la nadadora Lara Heinz. El equipo olímpico luxemburgués no obtuvo ninguna medalla en estos Juegos.